# Therese Ringelhardt
Therese Ringelhardt, verheiratete Therese Baumeister (Baumüller) (* 24. Mai 1817 in Bremen; † 19. Oktober 1892 in Berlin) war eine deutsche Theaterschauspielerin.

## Leben
Die Tochter des Leipziger Theaterdirektors Friedrich Sebald Ringelhardt war von der Jugend an für die Bühne bestimmt. Sie spielte schon frühzeitig Kinderrollen und betrat 1836, nachdem sie bei Giuseppe Cicimara in Wien ihre musikalische Ausbildung vervollständigt hatte, zum ersten Male in einer selbständigen Rolle die Leipziger Bühne. Ein Jahr später, mit Wilhelm Baumeister verheiratet, folgte sie dem Gatten in die verschiedenen Engagements. Sie war zuerst eine beliebte Soubrette, ging 1848 jedoch nach Breslau. Mit ihrem Engagement am Kasseler Hoftheater beschloss sie ihre Bühnenlaufbahn. Sie starb hochbetagt.
Ihre Tochter war die Schauspielerin Antonie Baumeister, verschwägert war sie mit Bernhard Baumeister und Marie Baumeister.

## Belege
1. ↑  Standesamt Berlin IV b: Sterberegister. Nr. 2173/1892.

Dieser Artikel basiert auf einem gemeinfreien Text aus Ludwig Eisenbergs Großem biographischen Lexikon der deutschen Bühne im 19. Jahrhundert, Ausgabe von 1903.
| Personendaten    | Personendaten                           |
| ---------------- | --------------------------------------- |
| NAME             | Ringelhardt, Therese                    |
| ALTERNATIVNAMEN  | Baumeister, Therese; Baumüller, Therese |
| KURZBESCHREIBUNG | deutsche Theaterschauspielerin          |
| GEBURTSDATUM     | 24. Mai 1817                            |
| GEBURTSORT       | Bremen                                  |
| STERBEDATUM      | 19. Oktober 1892                        |
| STERBEORT        | Berlin                                  |